# O'Brien's Bridge
O'Brien's Bridge, ou O'Briensbridge, (en irlandais : Droichead Uí Bhriain) est un village du comté de Clare, en Irlande. Il est situé à l'est du comté sur la rive ouest du Shannon, dans une paroisse civile du même nom. Il tire son nom du pont qui traverse la rivière à cet endroit, bâti par Toirdelbach Ua Briain, dont la forme anglicisée du nom est Turlough O'Brien, en 1506.